# ابن شعيب
أبو العباس أحمد بن محمد بن شعيب القرجاني يُعرف بابن شعيب (وُلد في تازة بالمغرب، وتُوفي في تونس في 1 آذار 1349) عالم مغربي برع في الطب والكيمياء وعلم النبات وعلم الفلك والرياضيات، وشاعر ذائع الصيت ومستشار سلطان الدولة المرينية أبو الحسن. وأديب عربي بليغ في النثر والشعر.